# Siegessäule

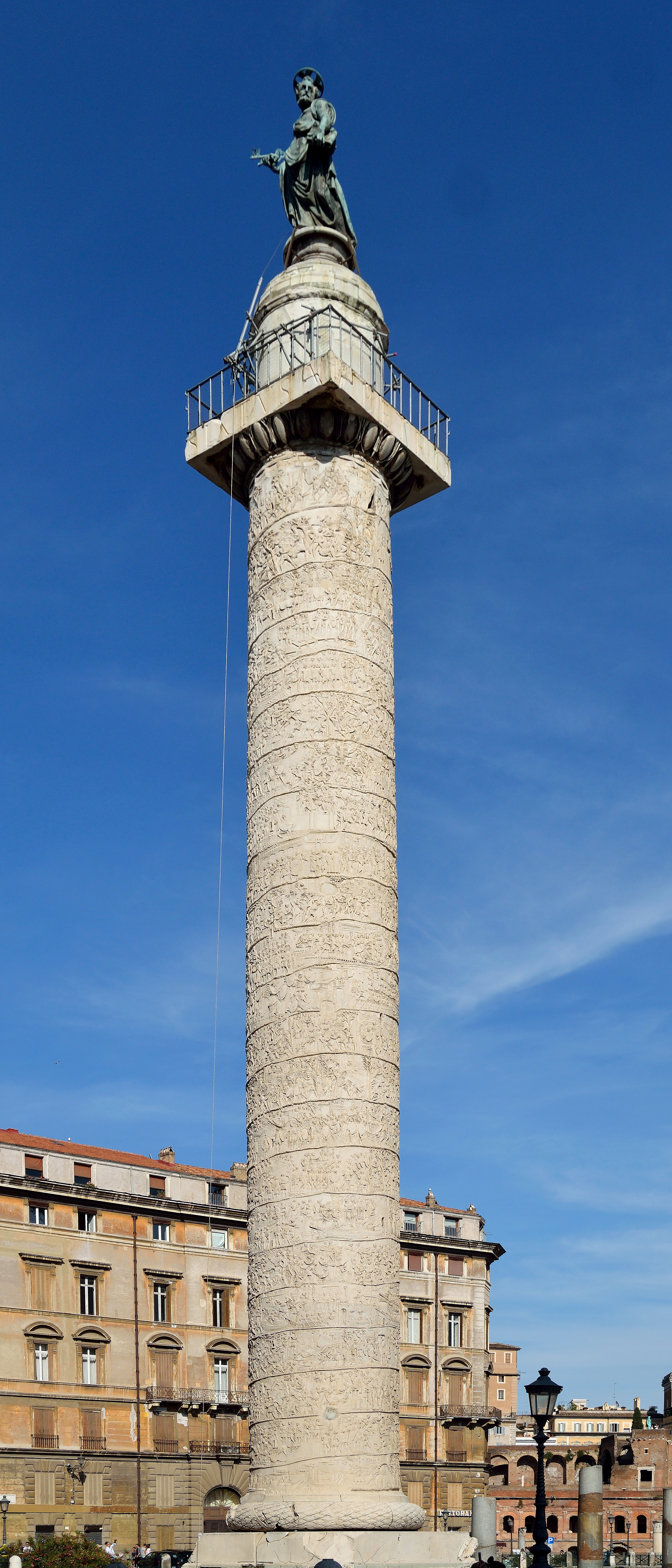
Trajanssäule in Rom

Als Siegessäule wird ein Denkmal in Säulenform bezeichnet, das als Erinnerung an einen gewonnenen Krieg oder eine gewonnene Schlacht errichtet wurde. Vergleichbar sind auch Ehrensäulen z. B. für erfolgreiche Feldherren oder Politiker. Sieges- und Ehrensäulen waren schon in der römischen Antike verbreitet, beispielsweise die Trajanssäule.
Das Hauptmerkmal einer Siegessäule ist der in der Regel auf einem Sockel und einer Basis stehende Säulenschaft, den meistens ein Siegessymbol krönt, beispielsweise die griechische Siegesgöttin Nike, die römische Siegesgöttin Viktoria oder ein Friedensengel. Den Abschluss deutscher Siegessäulen kann auch eine Germania oder ein Adler bilden.

## Auswahl
Antike Siegessäulen sind die Mark-Aurel-Säule und die Trajanssäule in Rom. Eine Übersicht über Säulenmonumente der römischen Antike ist in der Liste römischer Säulenmonumente zusammengefasst.
Auf diese geht etwa die Säule auf dem Place Vendôme in Paris zurück.
Eine bekannte Siegessäule in Deutschland ist die Berliner Siegessäule, weitere Siegessäulen in Deutschland befinden sich beispielsweise in Hamburg-Altona, in Hakenberg (Siegessäule Hakenberg), Oberhausen und in Siegburg.

### Napoleonische Kriege

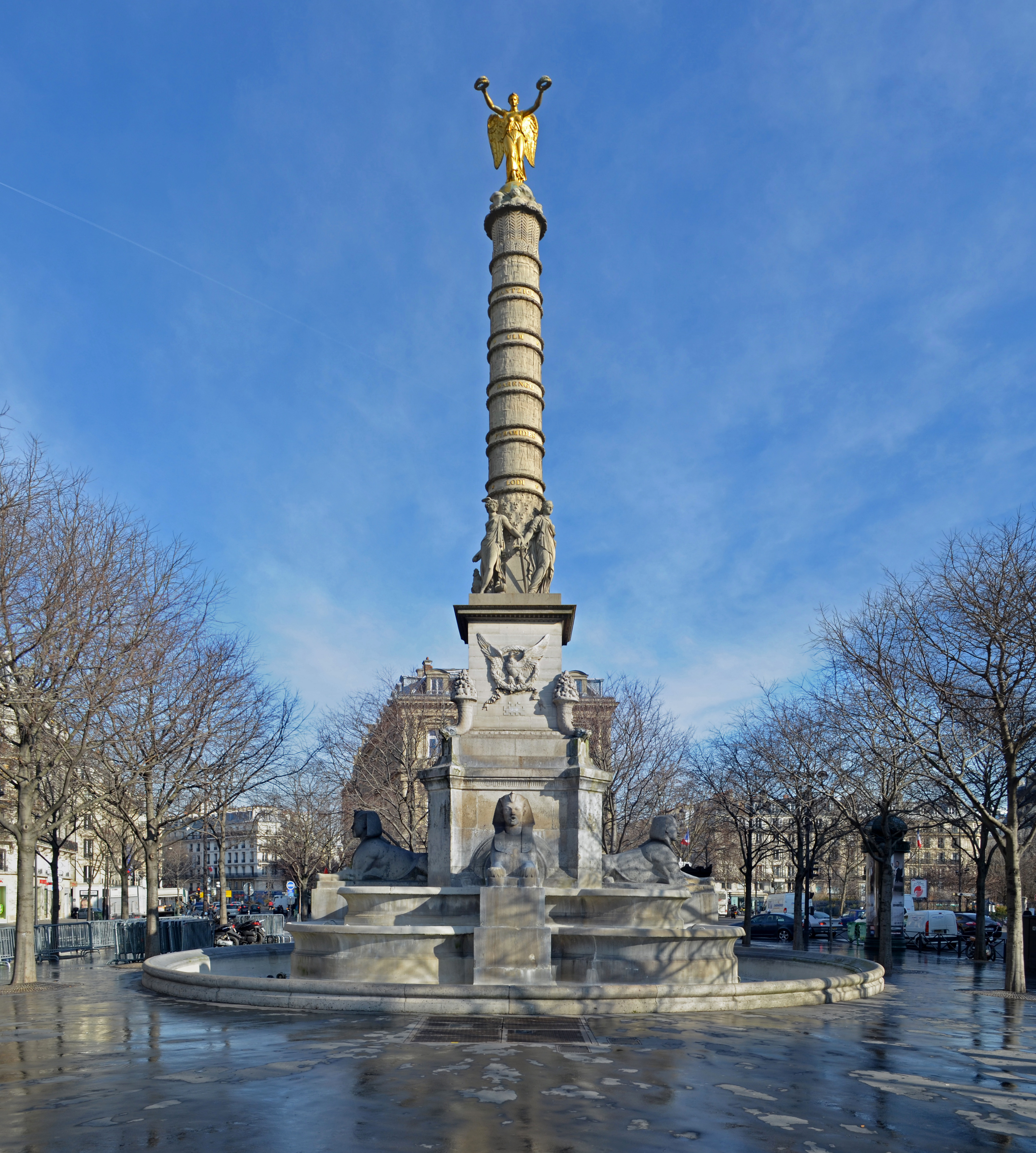
Fontaine du Palmier in Paris (1808/1858)
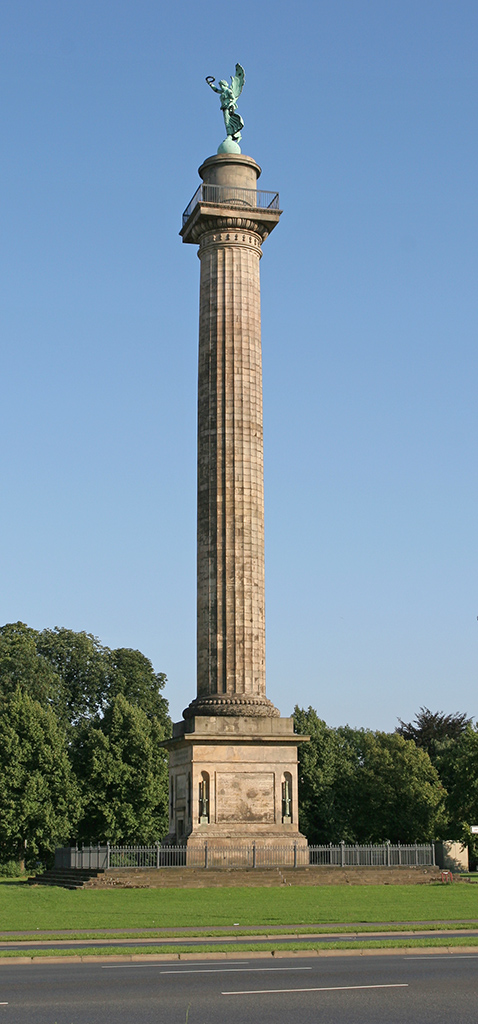
Waterloosäule in Hannover (1825–1832)
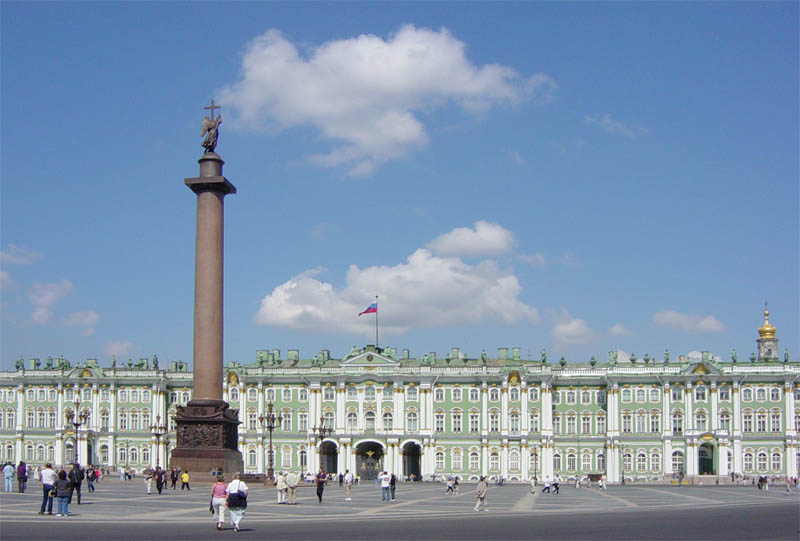
Alexandersäule in Sankt Petersburg (1830–1834)
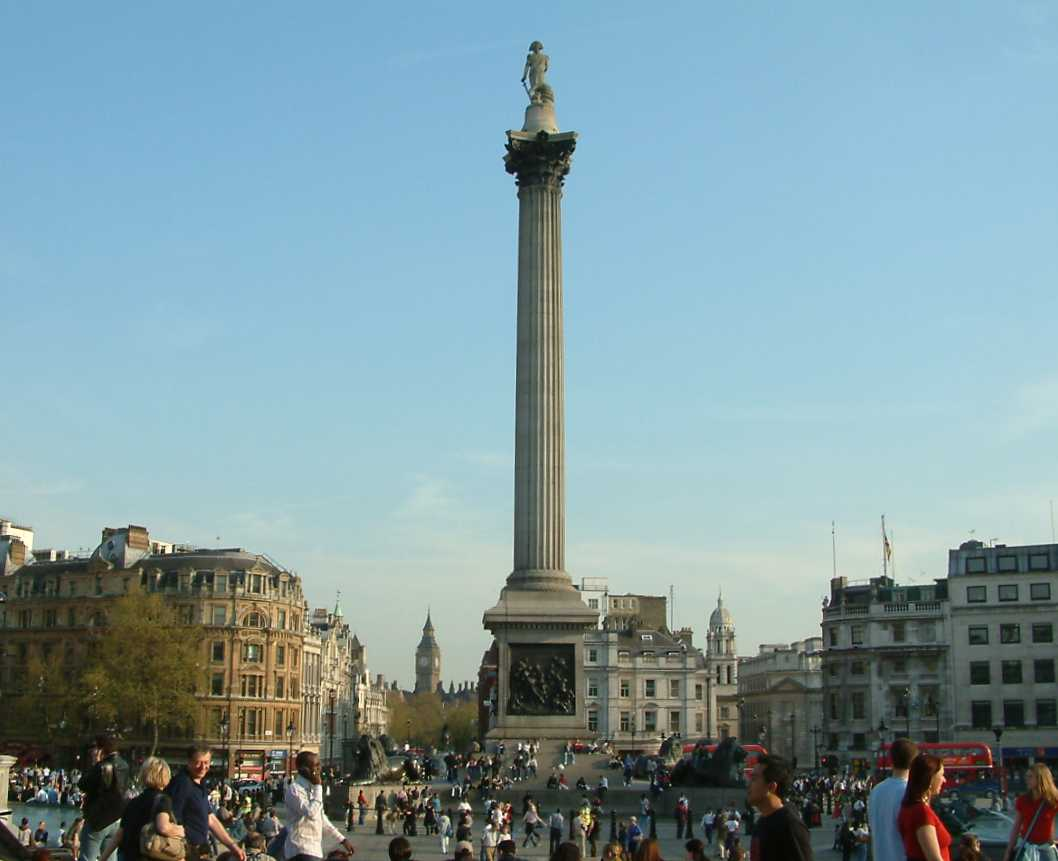
Nelsonsäule in London (1838)
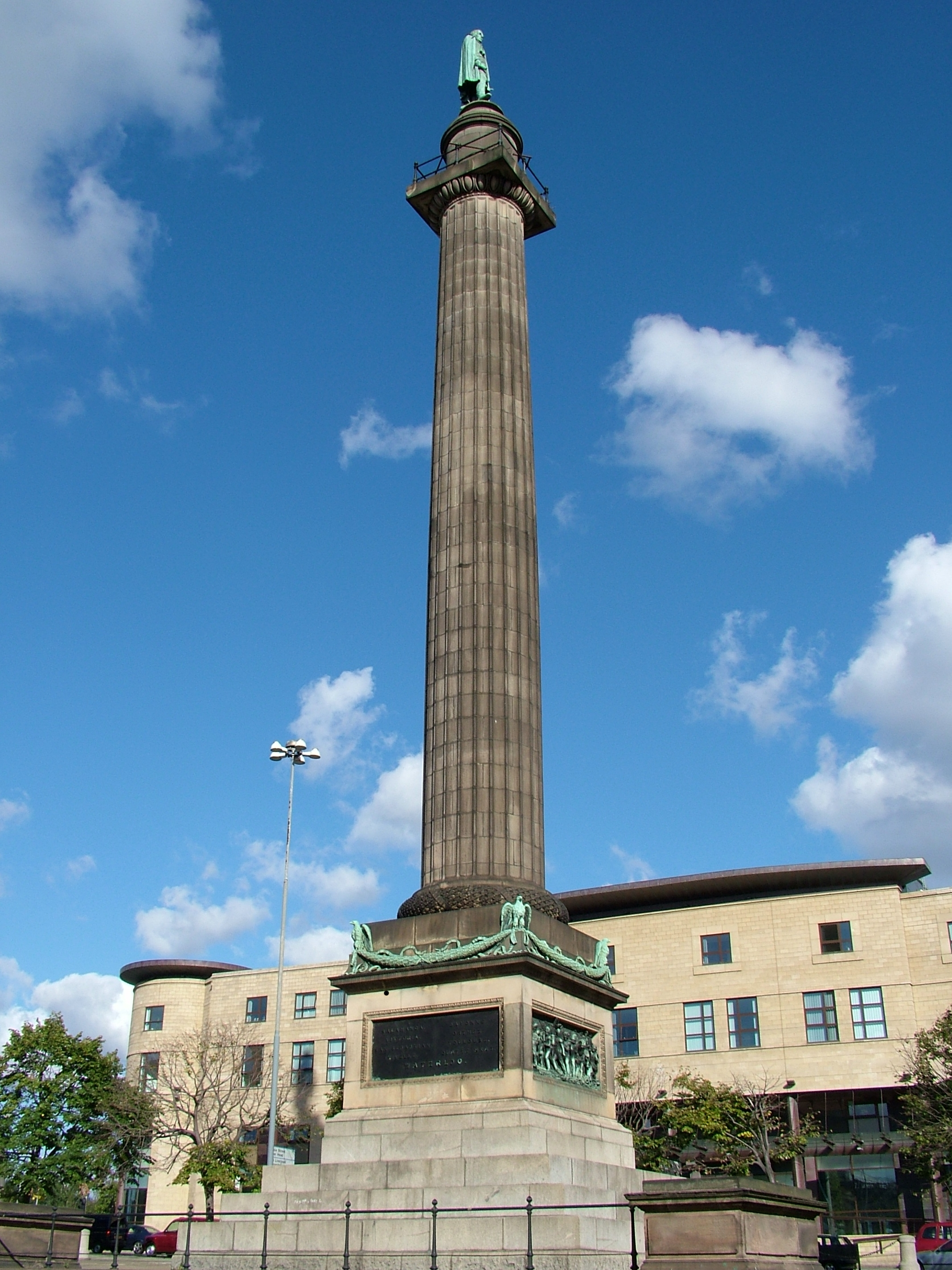
Wellington Column in Liverpool (1874–1875)

### Deutsche Einigungskriege

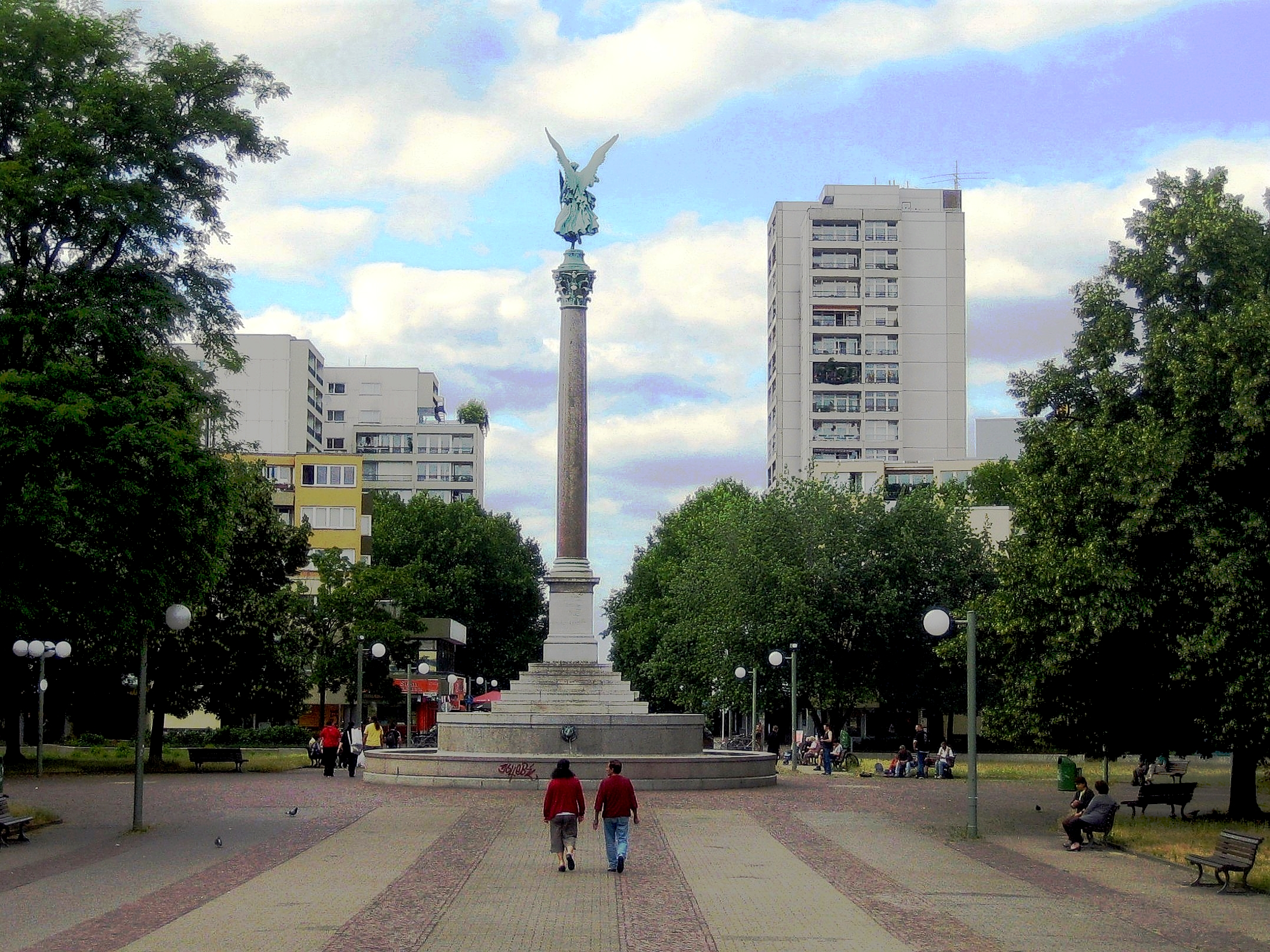
Berliner Friedenssäule (1843)
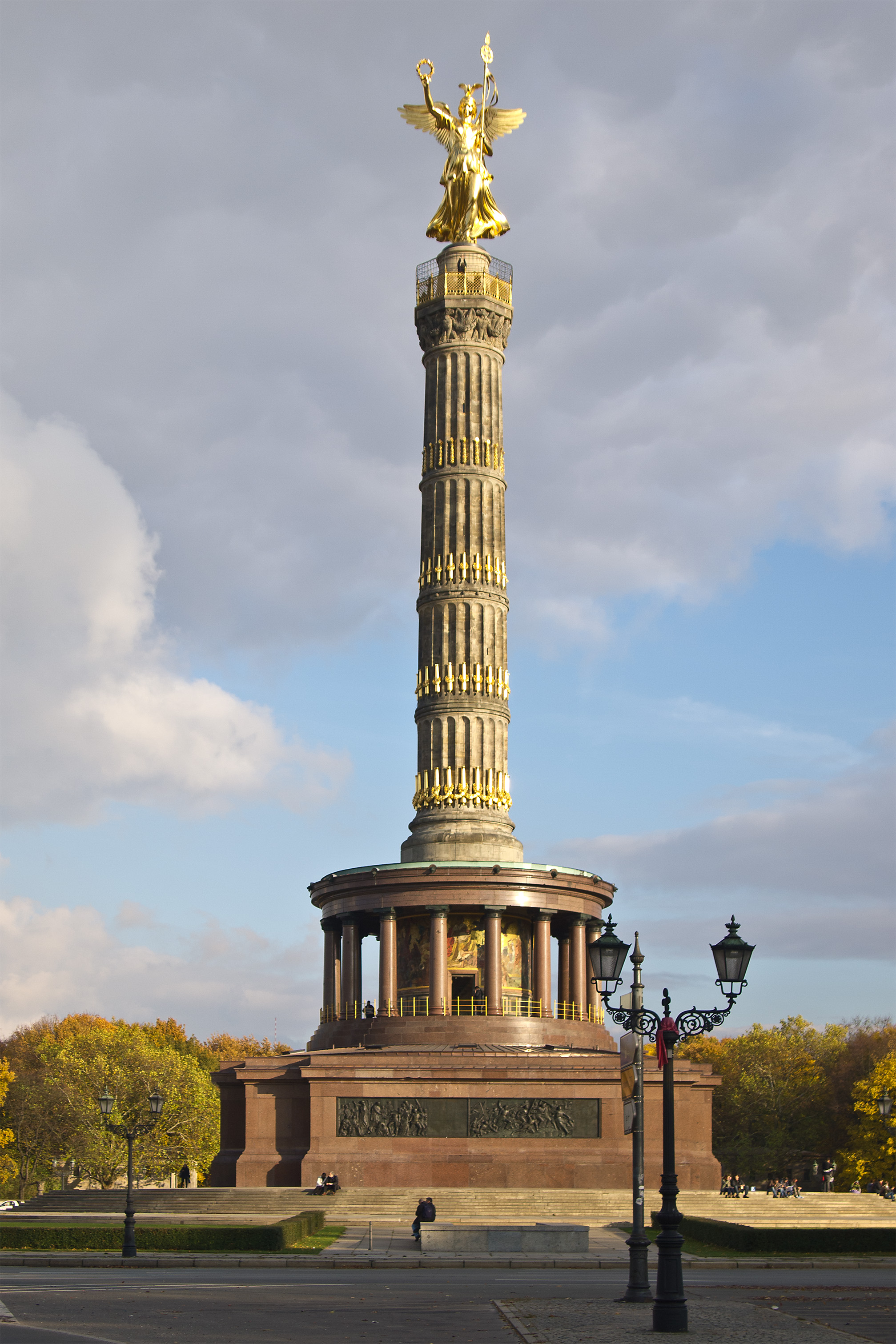
Berliner Siegessäule (1864–1873)
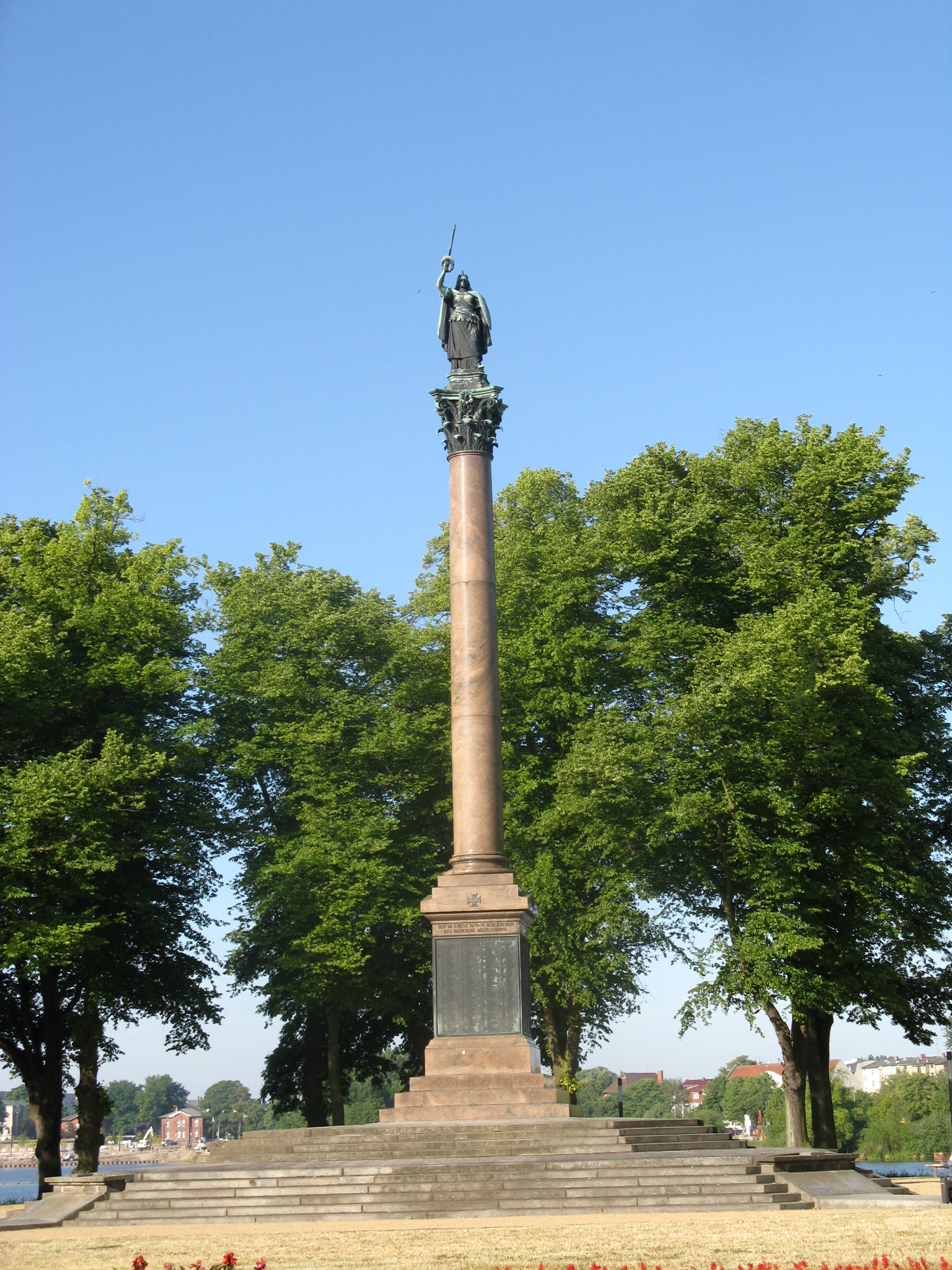
Schweriner Siegessäule (1872–1874)
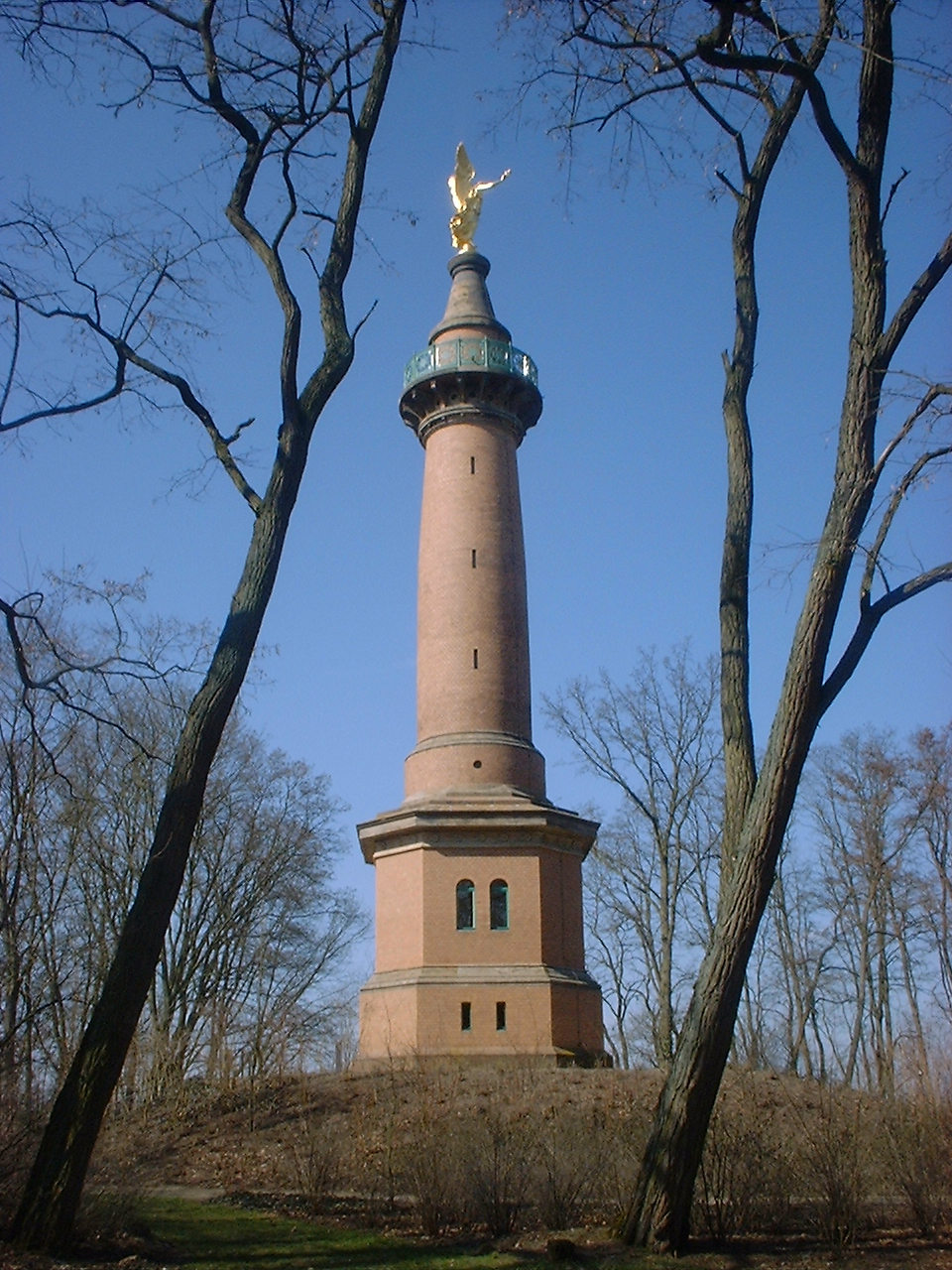
Hakenberger Siegessäule (1875–1879)
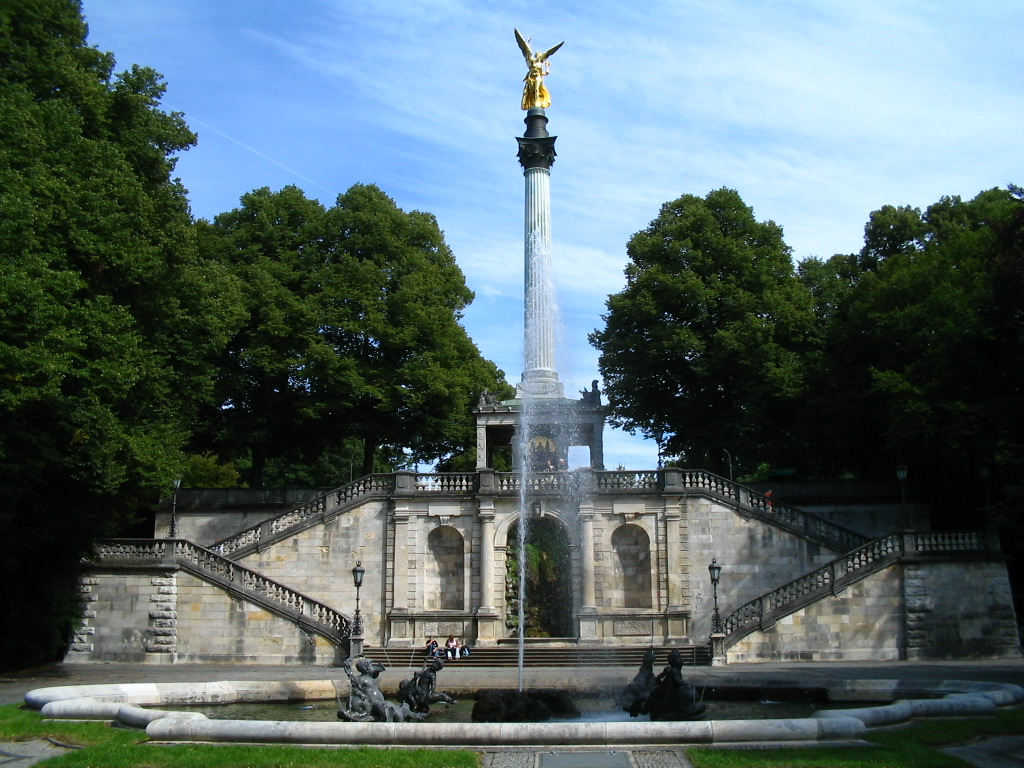
Münchner Friedensdenkmal (1896)

### Andere

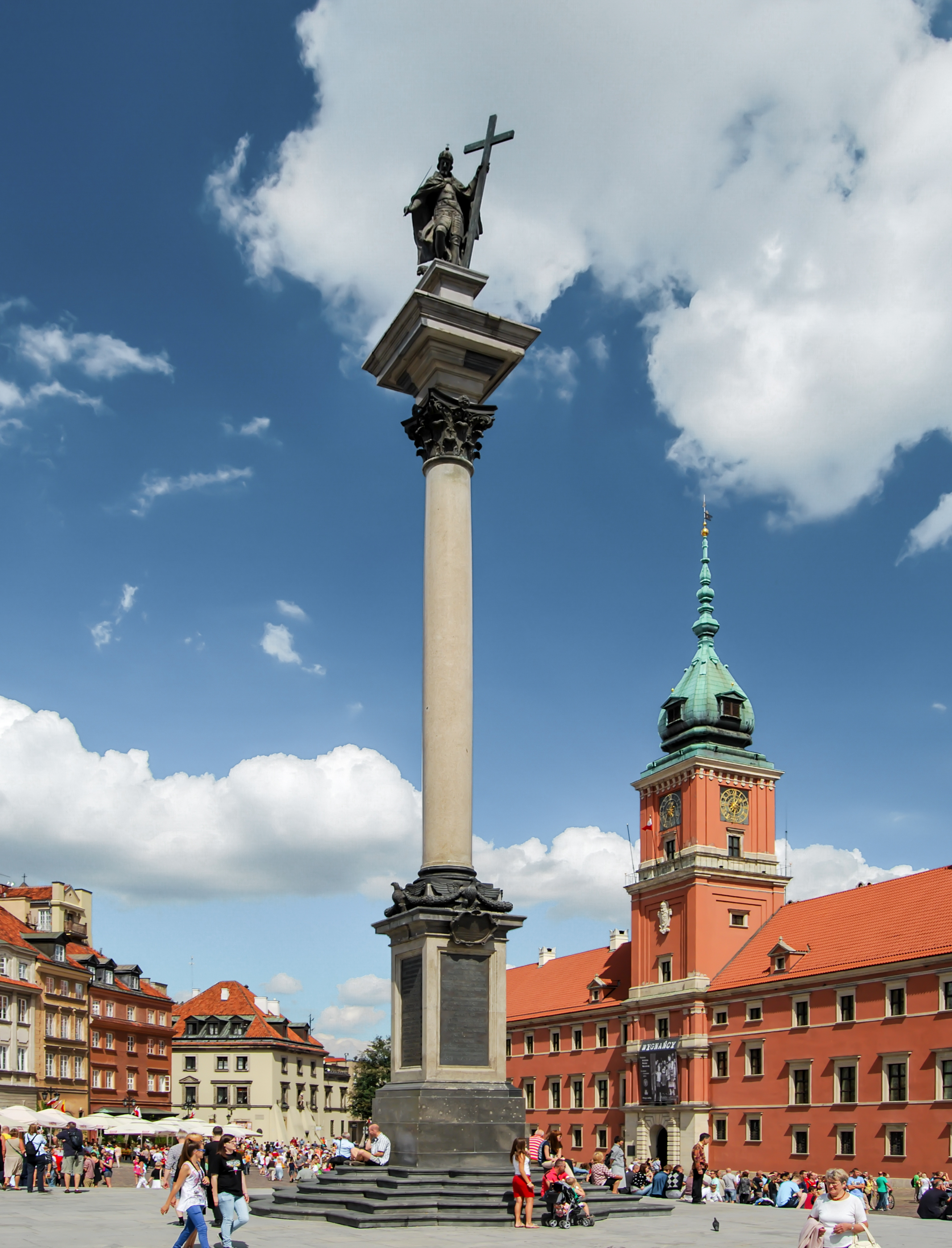
Sigismundssäule in Warschau (1644)
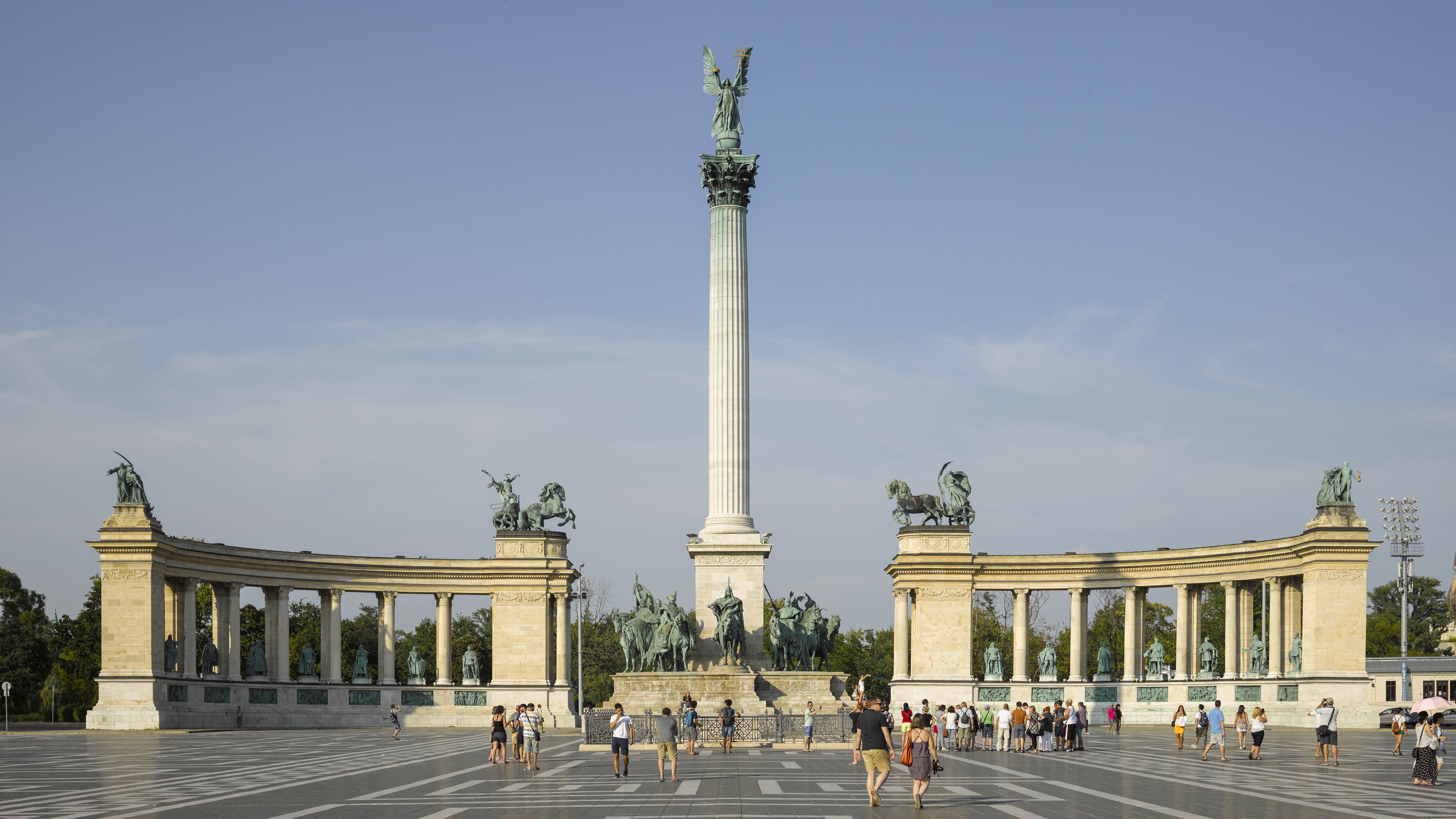
Millenniumsdenkmal in Budapest (1896)
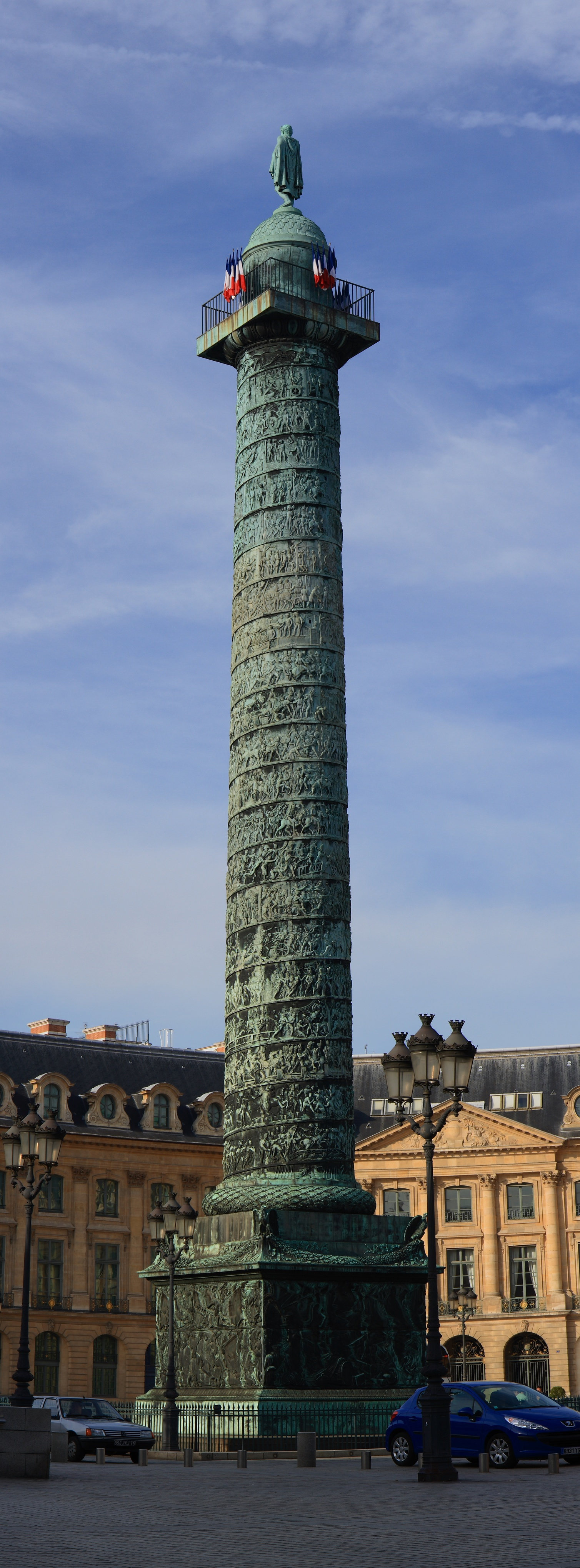
Colonne Vendôme in Paris (1806–1810)
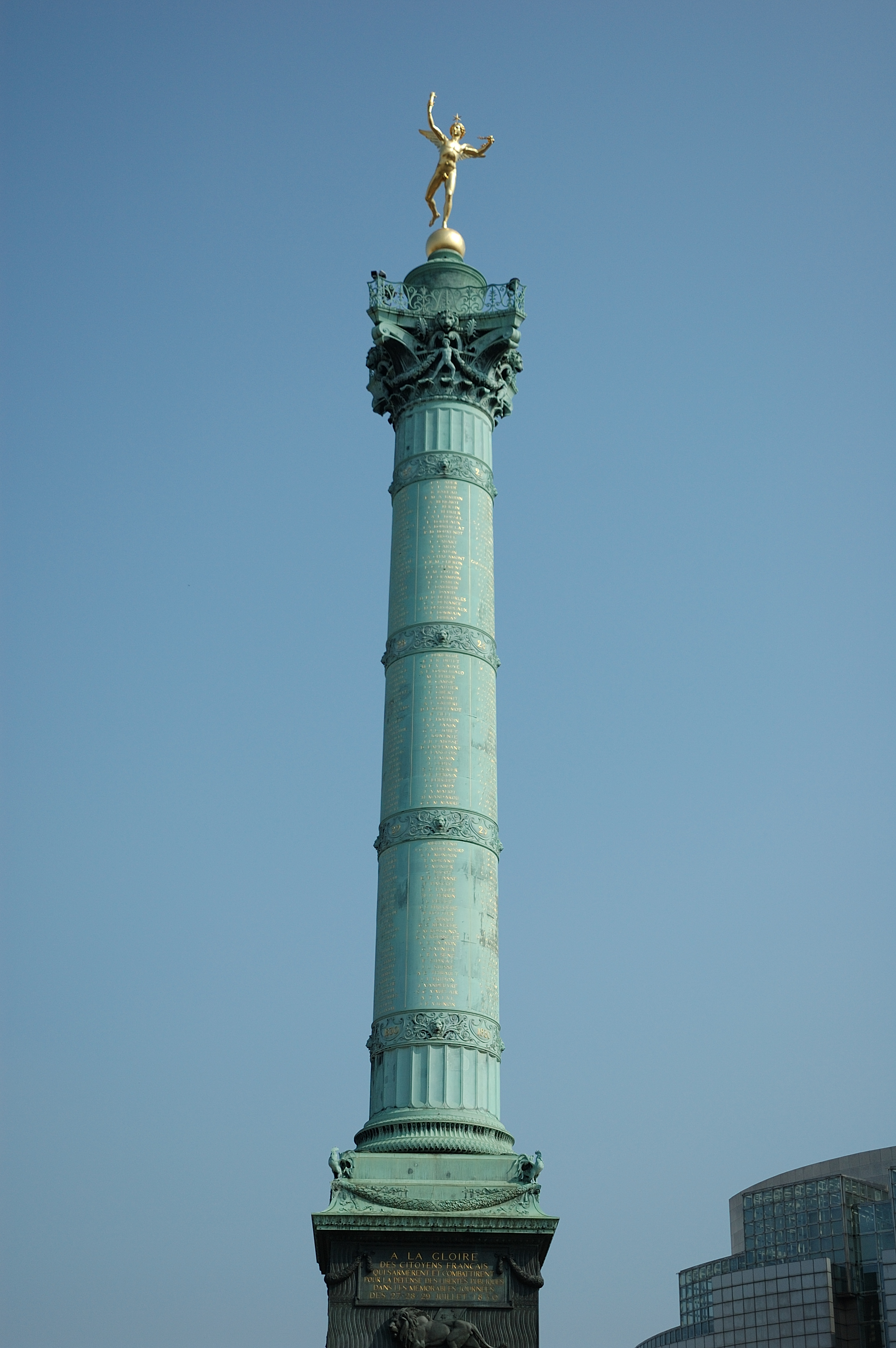
Colonne de Juillet in Paris (1833–1840)
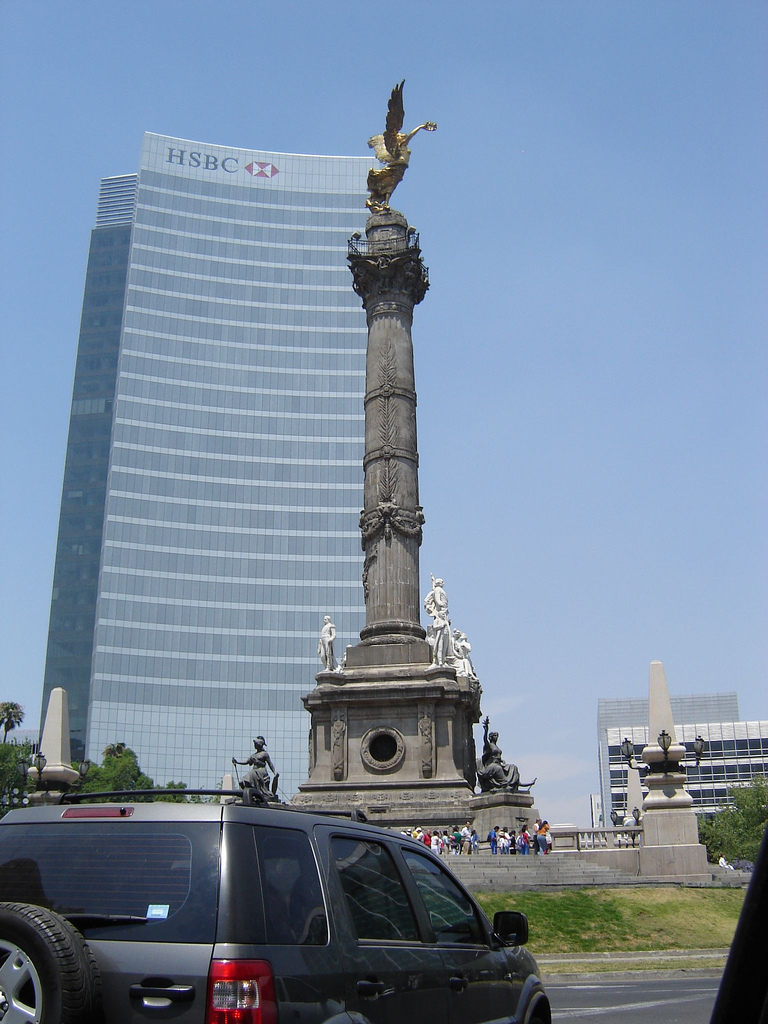
El Ángel de la Independencia in Mexiko-Stadt (1902–1910)

## Ehrensäulen
Zu den Ehrensäulen zählen:
- Ehrensäule (Kronach), Fürstbischof Melchior Otto Voit von Salzburg gewidmet
- Ehrensäule für Elias Hügel, Schloss Königshof, Kaisersteinbruch, Burgenland
- Ehrensäule für Elias Hügel, Kopie, Gemünden am Main
- Ehrensäule der chinesisch-sowjetischen Freundschaft, China

„Ehrensäule“ heißt
- Ehrensäule (Hanau), historischer Wegweiser